# Colico
Colico är en ort och kommun i provinsen Lecco i regionen Lombardiet i Italien. Kommunen hade 7 921 invånare (2018).